# Silviya Angelova
Silviya Angelova (* 22. Juni 1982) ist eine aserbaidschanische Gewichtheberin.

## Karriere
Die aus Bulgarien stammende Angelova wurde bei den Europameisterschaften 2006, 2009 und 2010 jeweils Sechste in der Klasse bis 48 kg. Danach startete sie für Aserbaidschan. Bei den Weltmeisterschaften 2011 erreichte sie den siebten Platz. 2012 gewann sie bei den Europameisterschaften die Bronzemedaille. Bei den Europameisterschaften 2013 wurde sie Zweite. Allerdings war ihr Dopingtest positiv und sie wurde für zwei Jahre gesperrt. Nach ihrer Sperre wurde sie bei den Weltmeisterschaften 2015 erneut positiv getestet.